# Daren Brown
Daren Brown (né le 13 juin 1967 à Holdenville, Oklahoma, États-Unis) est l'ancien manager des Mariners de Seattle de la Ligue majeure de baseball, qu'il a dirigé pendant une partie de la saison régulière 2010.

## Carrière
Daren Brown est manager des Rainiers de Tacoma, un club des Ligues mineures de niveau AAA de la Ligue de la côte du Pacifique affilié aux Mariners de Seattle lorsqu'il est promu manager des Mariners le 9 août 2010. Il est nommé sur une base intérimaire pour remplacer Don Wakamatsu. Brown dirige le club le jour même, et Seattle lui offre sa première victoire comme gérant dans les grandes ligues, un gain de 3-1 sur Oakland.
Les Mariners ne remportent que 19 des 50 parties dirigées par Brown en 2010 et complètent la saison avec le pire dossier de la Ligue américaine, soit 101 défaites.
Brown porte le numéro d'uniforme 44 avec les Mariners.
Comme Brown n'assurait que l'intérim, les Mariners nomment Eric Wedge pour lui succéder à la barre de l'équipe en 2011.